# L.A.N.X.

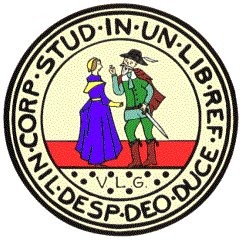
Wapen van L.A.N.X. zoals getekend en ontworpen voor het spel Corporal Pursuit, als onderdeel van de almanak 1995/1996

L.A.N.X. is een Nederlandse studentenvereniging aan de Vrije Universiteit te Amsterdam, vernoemd naar de naam van de sociëteit. 

## Karakteristieken
De vereniging heet officieel Studentencorps aan de Vrije Universiteit; haar leden zijn verdeeld over de vrouwen- en mannendisputen. 
De vereniging is officieel op 4 oktober 1880 opgericht. Het ledental van L.A.N.X. groeit en de vereniging is met 950 leden de op een na grootste studentengezelligheidsvereniging van Amsterdam.

## Symboliek
De zinspreuk van de vereniging luidt Nil Desperandum Deo Duce ('Wanhoopt niet want God leidt'), vaak afgekort tot N.D.D.D. De afkorting V.L.G. in het wapen staat voor Vive le Gueux! wat verwijst naar de protestantse achtergrond van L.A.N.X.

## Sociëteit
De sociëteit van de vereniging heet sinds 1948 L.A.N.X., een afkorting van Leonum Arida NutriX ('Waar de dorstige leeuw zich laaft' / 'Droge voedster van leeuwen', uit het vierde couplet van Horatius' Integer Vitae). Tussen 1931 en 1973 was de sociëteit gevestigd op de Korte Leidsedwarsstraat 14-3, tussen 1973 en 1991 op de Herengracht 384a. Sinds 1991 is Lanx gevestigd in drie panden aan de Nieuwezijds Voorburgwal 163-167 te Amsterdam. In deze panden was eerder de Grolsch-sociëteit 'De Wereld' gevestigd. Tot 2004 werd er geborreld in de zogenaamde Zuilenzaal op de derde verdieping. Door de verscherpte wetgeving na de ramp in Volendam, waardoor veel minder mensen tegelijkertijd in deze zaal mochten verblijven, is de borrelzaal verplaatst naar een aanvankelijk aan een discotheek verhuurde ruimte op de eerste verdieping.

## Korte geschiedenis

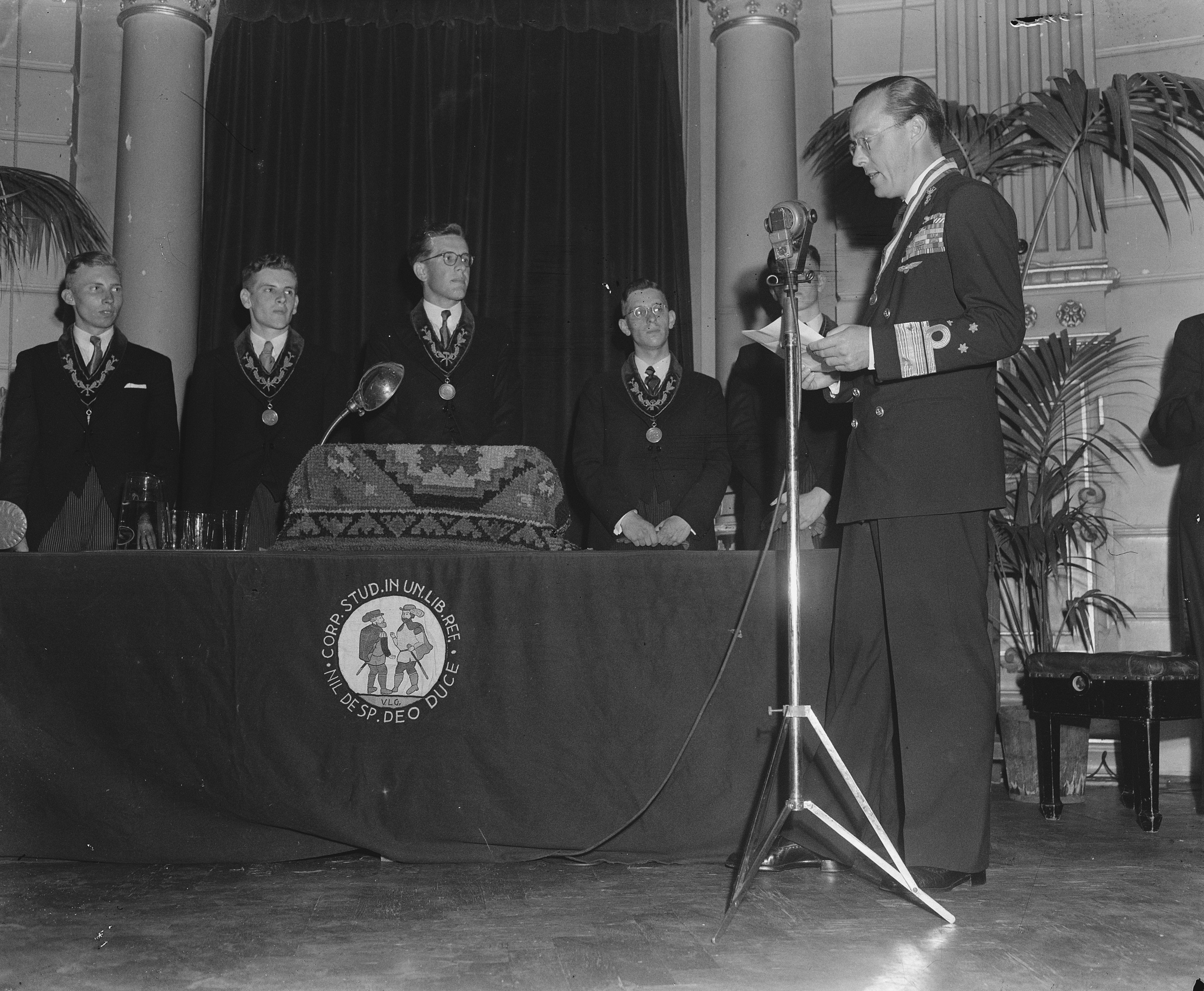
Inhuldiging van prins Bernhard als erelid (1947)

De vereniging werd officieel opgericht tegelijk met de Vrije Universiteit (op 20 oktober 1880) maar is in werkelijkheid ontstaan op 4 oktober 1901 uit een samensmelting van enkele onafhankelijke gezelschappen en disputen. Sindsdien wordt 4 oktober 1880 als oprichtingsdatum aangehouden.
In 1905 trad het eerste vrouwelijke lid toe tot de vereniging en werd lid van de Oratorische Vereeniging I.V.M.B.O. In 1946 werd de V.V.S.V.U. ('Vereniging van Vrouwelijke Studenten aan de VU') opgericht, waarmee L.A.N.X. weer ongemengd was. In 1970 fuseren L.A.N.X. en V.V.S.V.U. tot de s.v. I.A.N. ('Studenten Vereniging Institutio Amicitiae Nostrae'). In 1985 werd de naam s.v. I.A.N. weer vervangen door naam L.A.N.X.
De gereformeerde aard van de Vrije Universiteit en de aan haar verbonden vereniging zorgen voor een kleine constante stroom gereformeerde leden. De oudste vier disputen, te weten Demosthenes (1882), I.V.M.B.O. (1891), F.O.R.V.M. (1894) en S.T.O.A. (1918) behoren tot de zogenaamde 'voorkamer disputen' of 'bovenbuik'. Deze disputen trokken tot halverwege de twintigste eeuw voornamelijk leden uit vooraanstaande gereformeerde families aan en leverden ook bijna alle rectores voor de Senaat van de Vereniging. De naam voorkamer refereert aan de twee zaken. Ten eerste de plek die de disputen op Sociëteit innemen. Daar men behoort tot de oudsten, borrelt men aan de Bijbar van de sociëteit. Daarnaast verwijst het naar de voormannen uit de Gereformeerde Kerk. Van deze disputen is de Oratorische Vereeniging F.O.R.V.M. nog actief.
Leden van het Studentencorps aan de Vrije Universiteit raakten op gezette tijden slaags met de papen van Sanctus Thomas Aquinas, de rooms-katholieke studentenvereniging van Amsterdam die van 1896 tot 1980 bestond (en in 2005 is heropgericht). Dergelijke gevechten, "het gevecht om het biervat" genoemd, werden op een gegeven moment eenmaal per jaar gehouden op het Museumplein waarbij het geuzenlied Carmen AntiThomaticon gezongen werd.
L.A.N.X. werd in 1946 vanwege zijn verdiensten in de Tweede Wereldoorlog gevraagd zich aan te sluiten bij de Algemene Senaten Vergadering van Nederlandse corpora. Omdat de vereniging op basis van haar gereformeerde grondslag niet kon toetreden, werd deze uitnodiging afgeslagen. Wel werd de vereniging in 2001 lid van het Aller Heiligen Convent. Na het Leidse Quintus is L.A.N.X. daarmee de tweede niet-katholieke vereniging die zich bij het AHC aansloot. Kijkend naar de oprichtingsdatum is het de oudste vereniging van het AHC, maar C.S. Veritas, opgericht in 1889, heeft bedongen dat LANX alleen mocht toetreden tot het AHC als ze afzagen van het recht zich de oudste te noemen.
Ook bij het Koninklijk huis bleef de inzet van L.A.N.X. tijdens de Tweede Wereldoorlog in het verzet niet onopgemerkt. Prins Bernhard kwam in de jaren na de oorlog graag op de sociéteit en werd in 1947 erelid van het VU-Corps.
De studentenroeivereniging R.S.V.U. Okeanos is op 7 november 1957 opgericht door twee leden van L.A.N.X., te weten Wolter Sillevis Smitt (O.V. I.V.M.B.O.) en Theo Kapteyn (O.V. A.G.O.R.A.)

## Reünistenstichting LANX

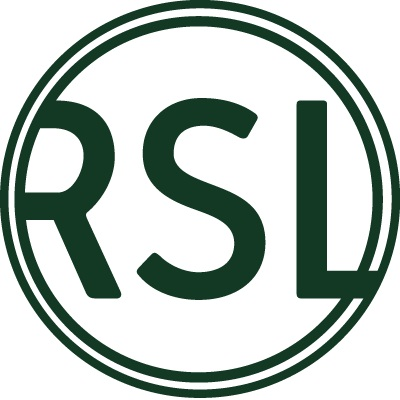
Wapen van de RSL

De reünistenorganisatie van LANX is de Reünistenstichting LANX (RSL). De Reünistenstichting heeft als doelstelling het versterken van de band tussen reünisten onderling en de band van reünisten met de actieve vereniging. Dit doet zij door het organiseren van activiteiten en door het jaarlijks financieren van diverse projecten.

## Bekende reünisten
- Harrie Langman, minister van Economische Zaken (VVD) in het Kabinet-Biesheuvel I
- Jan Peter Balkenende, voormalig minister-president (CDA)
- Elco Brinkman, voormalig minister en fractievoorzitter CDA

- Isaäc Arend Diepenhorst, oud-minister voor de ARP en rector magnificus van de VU
- Andreas Matthias Donner, rechtsgeleerde
- Johannes Hendrikus Donner, schaakgrootmeester
- Jan Donner, Minister van Justitie en President van de Hoge Raad
- Piet Hein Donner, oud-minister en voormalig vicepresident Raad van State (CDA)
- prof. dr. Pieter J.D. Drenth, rector magnificus van de VU, president van de Koninklijke Nederlandse Akademie van Wetenschappen
- Mient Jan Faber, oud-voorzitter van het Interkerkelijk Vredesberaad
- Bas de Gaay Fortman, oud-politicus (PPR)
- Wilhelm Friedrich de Gaay Fortman, rechtsgeleerde en politicus
- Pieter Sjoerds Gerbrandy, oud-minister-president (ARP)
- Frits Goldschmeding, oprichter Randstad Uitzendbureau

- Ferdinand Grapperhaus, voormalig minister van Justitie en Veiligheid
- Jaap Jongbloed, televisiepresentator
- Pieter Kooijmans, oud-minister van Buitenlandse Zaken (CDA)
- Geert Mak, schrijver

## Ereleden
- sinds 2015: Piet Hein Donner, voormalig vicepresident van de Raad van State
- sinds 2010: Jan Peter Balkenende, voormalig minister president
- sinds 2005: Geert Mak, schrijver
- sinds 2000 Joop Eerland (1947-2012), Lanx-icoon sinds 1972. Beheerde de garderobe op de sociëteit tot 2011.
- sinds 1990: Prof. dr. Pieter Drenth, emeritus hoogleraar aan en voormalig rector magnificus van de Vrije Universiteit, voormalig president van de Koninklijke Nederlandse Akademie van Wetenschappen
- sinds 1985: Pater Jan van Kilsdonk (1917-2008), studentenpastor en mede-stichter van de Amsterdamse Studentenekklesia en voormalig moderator van de katholieke Amsterdamse studentenvereniging Sanctus Thomas Aquinas.

## Trivia
- Suze 't Hooft werd in 1905 het eerste vrouwelijke lid van L.A.N.X. Zij werd lid van de Oratorische Vereniging I.V.M.B.O.[2]
- De o.v. A.R.E.I.O.P.A.G.O.S. heeft tijdens de inauguratie een prominente plek wegens bewezen diensten tijdens de Tweede Wereldoorlog. Theo Ruiter heeft hierin een belangrijke rol gespeeld.
- Piet Hein Donner werd vaak gezien met zijn Ivmbo-das
- De o.v. F.O.R.V.M. organiseert sinds 1990 het Amsterdams Studenten Cabaret Festival, een van de grootste cabaretfestivals van Nederland.